# Vumbi
Vumbi är en kommun i Burundi. Den ligger i provinsen Kirundo, i den norra delen av landet, 110 kilometer nordost om Burundis största stad Bujumbura.